# Chun Nan Jun
Pour les articles homonymes, voir CNJ.
Chun Nan Jun (CNJ), également appelée Ziyang Nanjun Automobile Co., Ltd et Sichuan Nanjun Automobile Co., Ltd, est un constructeur de camions chinois basé à Yanjiang, Ziyang, dans le Sichuan, avec plus de 3 200 employés. Ziyang Nanjun Automobile produit des camions lourds, moyens et légers et des mini-camions ainsi que des bus de grande taille, moyens et légers. La capacité de production annuelle est actuellement de 150 000 automobiles, se classant au 19e rang de l'industrie automobile chinoise et au deuxième rang de l'industrie chinoise des véhicules utilitaires.

## Histoire
En 2011, CNJ signe une coentreprise avec Hyundai pour produire des camions et des bus Hyundai. Chaque entité détiendrait 50 % de la coentreprise nommée Sichuan Hyundai,.

## Filiales
Sichuan Nanjun Automobile Co. produit des autobus publics et des véhicules de transport de passagers sur route ;
Ziyang Junxing Spare Parts Co. produit des pièces détachées ;
Ziyang Ruiyu Logistics Co. est principalement engagée dans le stockage, la logistique, la gestion immobilière et le transport de véhicules de marchandises ;
Hunan Axle (Ziyang) Co. produit chaque année des essieux pour les véhicules moyens et légers ;
CNJ Automobile Chongqing Banglong Import & Export Co. est l'exportateur officiel de l'entreprise.